# Andrzej Siewierski (muzyk)
Andrzej Siewierski (ur. 19 lipca 1964 w Szydłowcu, zm. 28 grudnia 2007 w Dąbrówce Zabłotniej) – wokalista, gitarzysta, autor tekstów, producent muzyczny, współzałożyciel i lider grupy Azyl P.

## Życiorys
Zespół Azyl P. szczyt popularności osiągnął w latach 80. minionego stulecia. Andrzej „Siwy” Siewierski komponował muzykę, teksty do wielu słynnych piosenek, w tym „Mała Maggie”, „Oh Lila”, „Chyba umieram” czy „Kara śmierci”. Największe sukcesy grupa świętowała w składzie: Siewierski (gitara, wokal), Jacek Perkowski (gitara – zastąpił Leszka Żelichowskiego z pierwszego składu), Dariusz Grudzień (gitara basowa) oraz Marcin Grochowalski (perkusja). Zespół działał do 1986. Później muzykom nie udało się go reaktywować. Siewierski zajął się innym biznesem, pracował w handlu. Z muzyką nie tracił jednak kontaktu. W 2007 nagrał solowy album pt. Samotny żagiel.
28 grudnia 2007 w Dąbrówce Zabłotniej w wieku 43 lat muzyk popełnił samobójstwo rzucając się pod pociąg. Został pochowany na cmentarzu parafialnym w Kowali-Stępocinie.

## Wydarzenia po śmierci
Już po jego śmierci w 2008 roku  Dariusz Grudzień zorganizował koncert  pamięci "Jest jeszcze, na Ciebie czas" w drugiej edycji w 2010 roku przekształcony już w Festiwal „Rock na Zamku” im. Andrzeja Siewierskiego. Po latach przerwy zainicjował kolejne – w 2015 i 2016 roku. Z reaktywowanym Azylem P. występowały gwiazdy rocka, m.in. Muniek Staszczyk (T. Love), Marek Piekarczyk (TSA), Krzysztof Jaryczewski (Oddział Zamknięty), potem dołączyli zdolni muzycy młodego pokolenia – Maciej Silski, Ania Brachaczek, Ania Rusowicz i meksykański laureat programu The Voice of Poland - Juan Carlos Cano.
W 2017 roku w studio im. Agnieszki Osieckiej w Programie 3 Polskiego Radia odbył się koncert „Azyl P. i Przyjaciele”, płyta z jego zapisem ukazała się jesienią. Z obecnymi muzykami Azylu – Dariuszem Grudniem, Marcinem Grochowalskim, Bartoszem Jończykiem i Maciejem Silskim wystąpili: Marek Piekarczyk, Ania Brachaczek, Tomasz „Titus” Pukacki, Krzysztof Jaryczewski, Maciej Silski i Juan Carlos Cano. Zespół zaczął gościć w różnych rozgłośniach radiowych, stacjach telewizyjnych. Utwór „Oh Lila”, który podczas koncertu w „trójce” wykonał z kapelą „Titus” gościł na liście przebojów tego programu radiowego. Azyl P. nagrał singla „Co ja wiem”. W 2017 grupa świętowała 35-lecie powstania.